# Вежбиця-Оседле
Вежбиця-Оседле (пол. Wierzbica-Osiedle) — село в Польщі, у гміні Вербиця Холмського повіту Люблінського воєводства.
Населення — 1127 осіб (2011).
У 1975-1998 роках село належало до Холмського воєводства.

## Демографія
Демографічна структура станом на 31 березня 2011 року:
|          | Загалом | Допрацездатний вік | Працездатний вік | Постпрацездатний вік |
| -------- | ------- | ------------------ | ---------------- | -------------------- |
| Чоловіки | 557     | 129                | 410              | 18                   |
| Жінки    | 570     | 120                | 395              | 55                   |
| Разом    | 1127    | 249                | 805              | 73                   |